# Battaglia di Platea
La battaglia di Platea fu la battaglia terrestre decisiva della seconda guerra persiana. Venne combattuta nell'agosto 479 a.C. nei pressi della città di Platea, in Beozia, tra un'alleanza di città-stato greche, tra cui Sparta, Atene, Corinto e Megara, e l'impero persiano di Serse I.
L'anno precedente le truppe persiane, guidate dal Gran Re in persona, avevano collezionato vittorie, talvolta pagate a caro prezzo, nelle battaglie delle Termopili e dell'Artemisio e avevano conquistato la Tessaglia, la Beozia, l'Eubea e l'Attica. Tuttavia, nella battaglia di Salamina, la flotta greca aveva ottenuto una schiacciante vittoria sui Persiani, impedendo loro la conquista del Peloponneso. Serse quindi si ritirò con gran parte del suo esercito, lasciando il suo generale Mardonio a svernare in Grecia per sconfiggere definitivamente i Greci l'anno successivo.
Nell'estate del 479 a.C. i Greci radunarono un enorme esercito di 100 000 uomini e marciarono fuori dal Peloponneso. I Persiani, che potevano contare su un esercito da due a tre volte quello greco, si ritirarono in Beozia ed innalzarono un accampamento fortificato nei pressi della città di Platea. I Greci evitarono di dare battaglia nel vasto terreno intorno al campo persiano, favorevole alla cavalleria nemica, e ne conseguì una situazione di stallo che durò undici giorni. Durante un tentativo di ritirata dei Greci, dal momento che era stato loro impedito l'accesso ai rifornimenti, la schiera alleata si frammentò, facendo pensare a Mardonio che i suoi nemici fossero in fuga. I Persiani così inseguirono i Greci, ma questi, in particolare gli Spartani, i Tegeati e gli Ateniesi, si fermarono e attaccarono battaglia, volgendo in fuga le truppe leggere nemiche e uccidendo Mardonio.
Gran parte dell'esercito persiano venne intrappolata nel campo e massacrata. La distruzione di questo esercito e dei resti della flotta persiana, avvenuta presumibilmente nello stesso giorno presso Micale, pose fine alla guerra. Dopo Platea e Micale sarebbe iniziata una nuova fase delle guerre persiane, la riscossa greca. Anche se la vittoria di Platea fu brillante, sia nell'antichità sia al giorno d'oggi non le viene attribuita la stessa importanza delle battaglie di Maratona, delle Termopili e di Salamina.

## Fonti

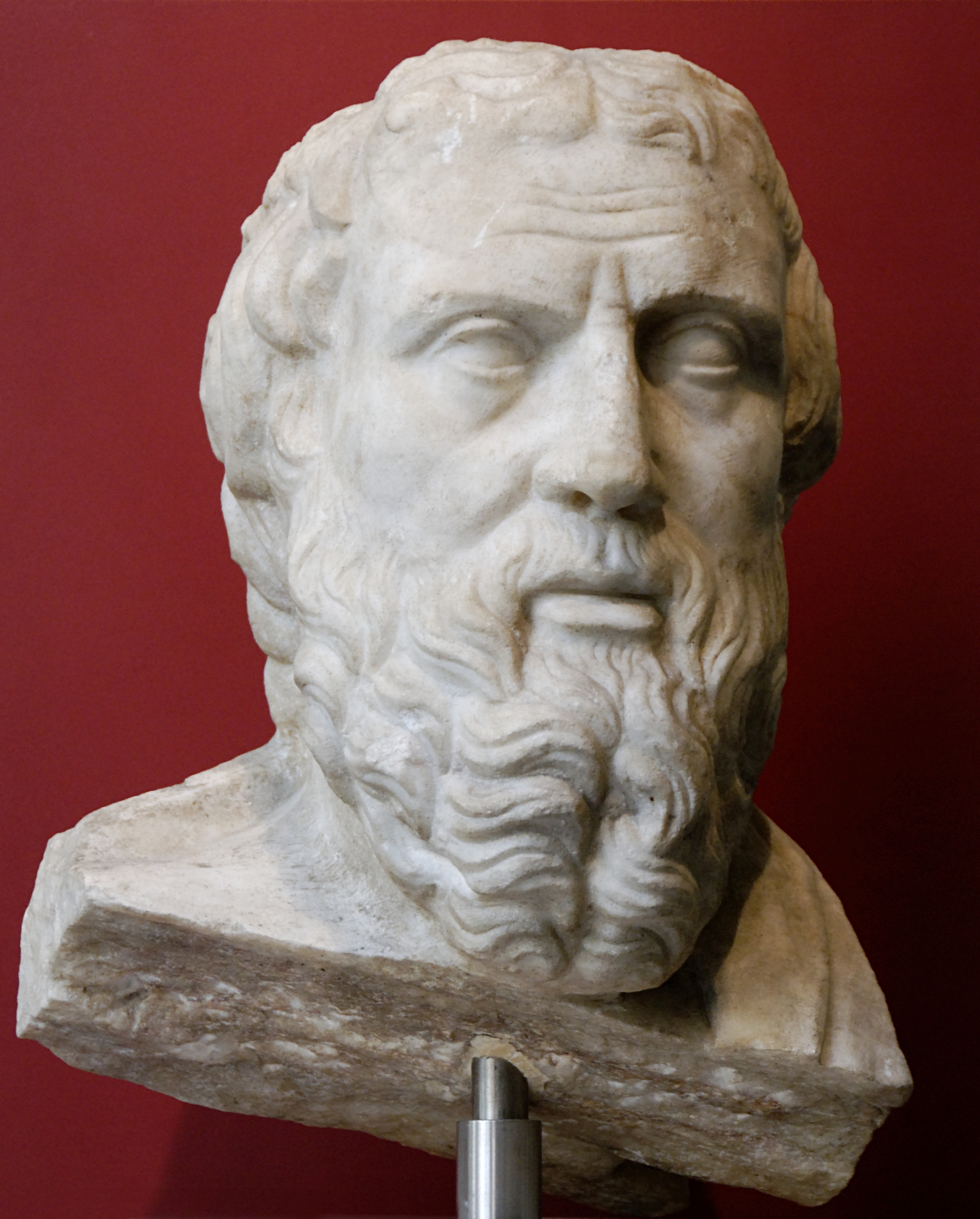
Busto di Erodoto.

L'unica fonte primaria per la rivolta ionia è lo storico greco Erodoto. Questi, chiamato anche con l'appellativo di "Padre della Storia", nacque nel 484 a.C. ad Alicarnasso, città in quel tempo sottomessa al dominio persiano. Tra il 440 ed il 430 a.C. scrisse le Storie (in greco antico: Ἰστορίαι?), ricercando in questi scritti le origini delle guerre persiane, eventi appartenenti a un passato non molto distante rispetto a quell'epoca essendo terminate definitivamente nel 450 a.C. L'approccio di Erodoto alla narrazione storica era del tutto nuovo, tanto da essergli riconosciuta la paternità della storiografia moderna. Molti storici riconoscono l'importanza del suo operato: Tom Holland arriva a dire che "per la prima volta uno storico cercò di rintracciare le origini di un conflitto così vicino da non essere avvolto da circostanze favolose, dai capricci e desideri di qualche dio, dalla necessità del destino di un popolo, apportando spiegazioni da lui verificabili di persona".
A partire da Tucidide, alcuni successivi storici antichi, pur seguendo la sua strada, criticarono il suo lavoro. Tuttavia Tucidide stesso iniziò la propria opera da dove Erodoto aveva terminato la sua, ovvero in corrispondenza dell'assedio di Sesto: si può dedurre che presumibilmente riteneva la versione dei fatti data da Erodoto abbastanza accurata da non avere bisogno di essere riscritta o corretta.
Plutarco criticò Erodoto nella sua opera Sulla malignità di Erodoto, dove lo descrive come vicino alle posizioni dei Persiani (in greco antico: φιλοβάρβαρος?, "amico dei barbari") e non abbastanza filellenico, il che, però, potrebbe persino dimostrare l'imparzialità di Erodoto e del suo lavoro. Fino al Rinascimento è stata tramandata una visione negativa di Erodoto, che comunque rimase un autore molto letto. A partire dal XIX secolo lo storico venne tuttavia riabilitato grazie al ritrovamento di alcuni reperti archeologici che confermano la sua versione dei fatti. Oggi si ritiene che Erodoto con la redazione delle sue Storie abbia fatto un notevole lavoro, nonostante alcuni dei dettagli specifici, in particolare i numeri delle truppe e le date, debbano essere considerati con scetticismo. Nonostante tutto ci sono ancora molti storici che ritengono il racconto di Erodoto caratterizzato non solo da una connotazione antipersiana ma anche dall'aggiunta di particolari drammatici inseriti al fine di arricchire la narrazione.
Anche lo storico siceliota Diodoro, che scrisse nel I secolo a.C. la sua Bibliotheca historica, fornisce un racconto delle guerre persiane, derivato principalmente dal lavoro del precedente storico greco Eforo; la sua versione è abbastanza coerente con quella di Erodoto. Le guerre persiane sono inoltre descritte da Ctesia di Cnido, medico greco alla corte persiana il cui scritto Persica si è conservato grazie ad un'epitome di Fozio, e da molti autori vissuti nei secoli successivi, come Plutarco e Cornelio Nepote. Sono inoltre numerosissimi i cenni sparsi nelle varie opere teatrali dell'Atene del V secolo a.C., ad esempio in quelle del tragediografo Eschilo.
Alcune scoperte archeologiche, come la colonna serpentina, supportano la versione dei fatti data da Erodoto.

## Antefatti
Le πόλεις (poleis) greche di Atene ed Eretria avevano sostenuto, tra il 499 a.C. e il 494 a.C., la fallimentare rivolta ionica contro l'impero persiano di Dario I: l'impero era ancora relativamente giovane e vulnerabile a rivolte da parte dei popoli da esso assoggettati. Inoltre Dario era un usurpatore e trascorse molto tempo a sedare le rivolte contro il suo governo. La rivolta ionica minacciò l'integrità del suo impero e lui promise di punire tutte le popolazioni in essa coinvolte, in particolare quelle che non erano già parte dell'impero. Dario, con la Prima Guerra Persiana, vide anche l'opportunità di espandere il suo impero nel frammentato mondo dell'antica Grecia. Dopo una prima spedizione guidata da Mardonio, nel 492 a.C., in cui la Tracia venne riconquistata e la Macedonia divenne un regno vassallo della Persia, Dati e Artaferne, nel 490 a.C., giunsero in Grecia con una grande armata, distruggendo Eretria e minacciando Atene; gli Ateniesi, tuttavia, riuscirono a respingere la minaccia degli invasori con la battaglia di Maratona.

Mappa degli Stati della Grecia che presero parte alla guerre persiane

Dario quindi ricominciò a radunare un enorme nuovo esercito con il quale sottomettere completamente la Grecia, ma morì prima dell'inizio dell'invasione. Il trono di Persia passò a suo figlio Serse I, che, ultimati i preparativi, tra cui la costruzione di due ponti di barche sull'Ellesponto, nel 481 a.C. inviò ambasciatori in Grecia per chiedere "terra e acqua" come simbolo della loro sottomissione; non però ad Atene e Sparta, che, in occasione della precedente spedizione di Dario, avevano ucciso gli ambasciatori persiani inviati presso di loro a chiedere egualmente sottomissione. Intorno a queste due polis si creò un'alleanza, ufficializzata con un congresso tenutosi a Corinto nel tardo autunno del 481 a.C.: la formazione di questa lega fu un grande risultato per il mondo greco, tradizionalmente formato da città in continua lotta reciproca.
Gli Alleati inizialmente tentarono di bloccare per terra e per mare le truppe nemiche che si dirigevano verso il sud della Grecia. Così, nell'agosto del 480 a.C., un piccolo esercito alleato guidato dal re spartano Leonida cercò di trattenere i Persiani presso il passo delle Termopili mentre la flotta ateniese combatté con gli invasori presso capo Artemisio. Durante la battaglia delle Termopili le truppe greche, in inferiorità numerica, tennero testa ai Persiani per tre giorni prima di essere sopraffatte grazie alla rivelazione, da parte di Efialte, di un sentiero di montagna che permise agli invasori di aggirare le posizioni alleate. Gran parte dell'esercito greco si ritirò lasciando solo la retroguardia, formata da 300 Spartiati e da pochi altri alleati, che fu annientata. La contemporanea battaglia di Capo Artemisio, costituita da una serie di scontri navali, si trovava in una situazione di stallo; alla notizia della perdita delle Termopili anche la flotta si ritirò, essendo l'Artemisio un punto difficile da mantenere.

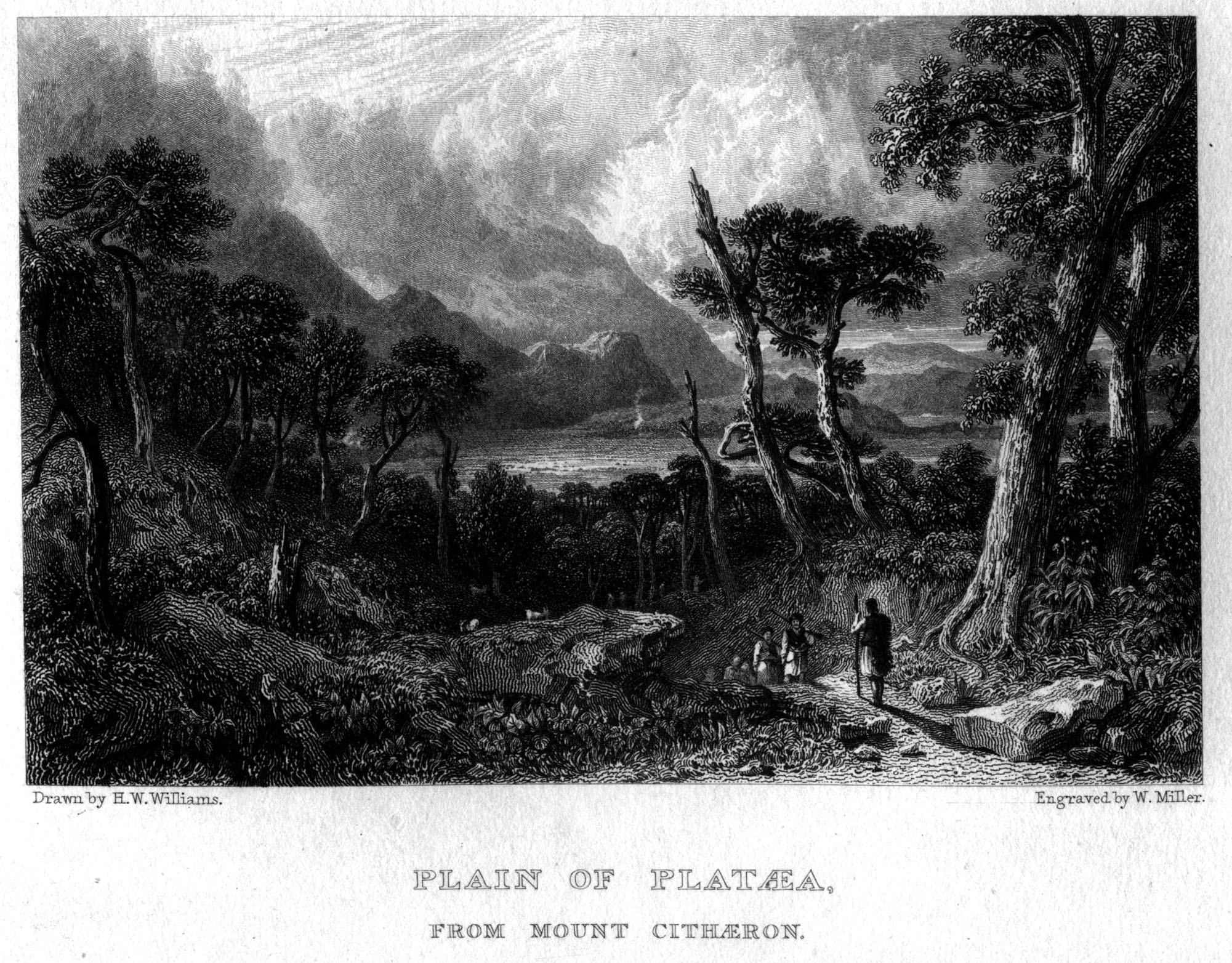
La piana di Platea, incisione di William Miller

Dopo le Termopili l'esercito persiano occupò e saccheggiò le città della Beozia che non si erano arrese, Platea e Tespie, dopodiché si impossessò di Atene, già evacuata. L'esercito alleato, nel frattempo, si preparò a difendere l'istmo di Corinto. Serse desiderava ottenere una schiacciante vittoria sui Greci per completare la conquista della Grecia prima dell'inverno; gli Alleati, al contrario, cercavano di sconfiggere la flotta persiana per garantire la sicurezza del Peloponneso. La battaglia navale di Salamina, in cui si assistette ad una brillante vittoria ateniese, segnò un punto di svolta nel conflitto: Serse si ritirò in Asia con il grosso del suo esercito, temendo che i Greci salpassero verso l'Ellesponto e distruggessero i ponti di barche, intrappolando così il suo esercito in Europa. Il Gran Re lasciò in Grecia Mardonio con una parte delle truppe per completare la conquista della Grecia l'anno successivo. Mardonio evacuò l'Attica e svernò in Tessaglia; gli Ateniesi rioccuparono la loro città distrutta.
Durante l'inverno sorse una certa tensione tra gli Alleati: gli Ateniesi, in particolare, che non erano protetti dall'istmo ma la cui flotta era stata fondamentale per la sicurezza del Peloponneso, si batterono perché venisse inviato un esercito a nord l'anno seguente. Dal momento che gli Alleati non cedettero alle richieste di Atene, la flotta ateniese in primavera non si unì a quella degli altri Stati greci. Le navi alleate, sotto il comando del re spartano Leotichida, navigarono furtivamente da Delo, mentre i resti della flotta persiana, a loro volta, uscirono di nascosto da Samo, non volendo attaccare battaglia. Allo stesso modo Mardonio rimase in Tessaglia, sapendo che un attacco all'istmo era inutile, mentre gli Alleati si rifiutarono di inviare un esercito fuori dal Peloponneso.
Mardonio cercò di rompere la situazione di stallo tentando di accattivarsi gli Ateniesi e la loro flotta tramite la mediazione di Alessandro I di Macedonia, che offrì loro la pace, l'autogoverno e l'espansione territoriale. Gli Ateniesi vollero che anche una delegazione spartana sentisse l'offerta, quindi la rifiutarono.
Dopo questo rifiuto i Persiani marciarono nuovamente verso sud. Atene venne evacuata ancora una volta e abbandonata al nemico. Mardonio ripeté la sua offerta di pace ai profughi ateniesi a Salamina. Atene, insieme a Megara e Platea, inviò emissari a Sparta chiedendo aiuto e minacciando di accettare le condizioni persiane se questo non fosse arrivato. Secondo Erodoto gli Spartani, che in quel momento stavano celebrando la festa di Giacinto, rinviarono la decisione fino a quando furono persuasi da un ospite, Chileo di Tegea, che sottolineò il pericolo per tutta la Grecia se gli Ateniesi si fossero arresi.

## Inizio
Quando Mardonio venne a conoscenza dell'arrivo delle truppe spartane completò la distruzione di Atene, abbattendo tutto ciò che era rimasto in piedi. Poi si ritirò verso Tebe, sperando di attirare l'esercito greco in un territorio adatto alla cavalleria persiana. Mardonio fece costruire un accampamento fortificato sulla riva nord del fiume Asopo, in Beozia, che si estendeva da Eritre, dopo Isie, fino ai dintorni di Platea.
Gli Ateniesi inviarono in aiuto all'esercito alleato 8000 opliti guidati da Aristide insieme a 600 Plateesi. Gli Alleati marciarono quindi verso la Beozia attraverso i passi del monte Citerone, arrivando nei pressi di Platea in una posizione dominante sull'accampamento persiano. Sotto la guida del comandante Pausania i Greci si schierarono di fronte alle linee nemiche, ma rimanendo in una zona sopraelevata. Ben sapendo di avere poche possibilità di attaccare con successo le posizioni greche, Mardonio cercò di seminare discordia tra gli Alleati e di attirarli nella pianura. Plutarco racconta che venne scoperto un complotto ordito da alcuni Ateniesi di spicco, che stavano progettando di tradire gli Alleati; anche se questa informazione non è del tutto verificabile, è significativa per indicare i tentativi di Mardonio di spezzare la concordia tra i Greci.
Mardonio inoltre iniziò fulminei attacchi di cavalleria contro i nemici cercando di attirare questi, spinti dall'inseguimento, verso la pianura. Pur ottenendo un certo successo iniziale questa strategia fallì quando il comandante della cavalleria persiana Masistio venne ucciso; dopo la sua morte la cavalleria si ritirò.

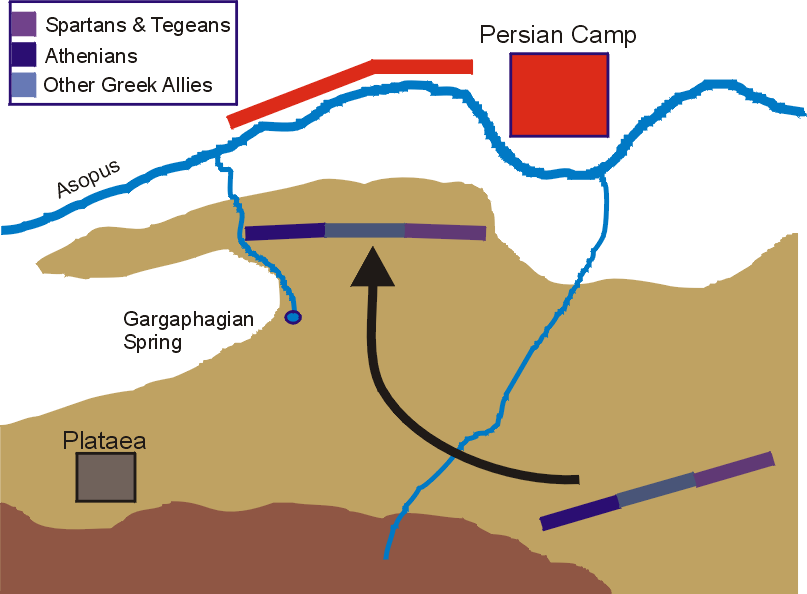
Schema dello spostamento delle truppe greche

Gli Elleni, rinvigoriti da questa piccola vittoria, mossero in avanti rimanendo sempre sulle alture, fino a mantenere una nuova posizione più vicina ai Persiani e più adatta per un accampamento, essendo più accessibile all'acqua. Gli Spartani e i Tegeati si collocarono su un crinale a destra della formazione, gli Ateniesi su una collinetta a sinistra e gli altri contingenti in mezzo, su un terreno leggermente inferiore. In risposta Mardonio condusse i suoi uomini pronti per combattere fino all'Asopo; tuttavia né i Persiani né i Greci attaccarono battaglia. Erodoto sostiene che non lo fecero perché entrambe le parti avevano ricevuto cattivi presagi durante i sacrifici rituali. Gli eserciti così rimasero accampati nelle loro posizioni per otto giorni, durante i quali giunsero le nuove truppe greche.
Mardonio cercò di rompere la situazione di stallo inviando la sua cavalleria all'attacco dei passi del monte Citerone; quest'operazione portò alla cattura di un convoglio di rifornimenti destinati ai Greci. Passarono altri due giorni, durante i quali le colonne di rifornimento degli Alleati continuarono ad essere minacciate. Mardonio cominciò allora ad impedire alle nuove truppe di raggiungere i Greci. Il generale persiano poi lanciò un altro attacco di cavalleria sulle linee greche, che riuscì ad impedire ai nemici di raggiungere la sorgente Gargafiana, l'unica loro fonte di acqua in quanto non potevano utilizzare l'Asopo a causa degli arcieri persiani costantemente schierati in sua difesa. Questa penuria di cibo e acqua rese la posizione greca insostenibile, cosicché gli Alleati decisero di ritirarsi davanti a Platea, da dove avrebbero potuto difendere i passi e avere accesso ad acqua corrente. Per evitare che la cavalleria persiana li attaccasse durante la ritirata decisero che si sarebbero mossi quella stessa notte.
La ritirata, però, non andò come previsto. Le truppe alleate nel centro dello schieramento persero la posizione e giunsero davanti a Platea in modo confuso. Gli Ateniesi, i Tegeati e gli Spartani, che erano nella retroguardia, all'alba non si erano ancora mossi dal campo. Una divisione spartana venne quindi lasciata sul crinale a guardia della parte posteriore dello schieramento, mentre gli Spartani e i Tegeati si ritirarono sopra al monte; Pausania inoltre ordinò agli Ateniesi di iniziare la ritirata e, se possibile, di unirsi con gli Spartani. Gli Ateniesi, tuttavia, in un primo momento si ritirarono direttamente verso Platea, provocando un'ulteriore frammentazione delle truppe alleate mentre nel campo persiano le vedette si accorsero della ritirata.

## Forze in campo

### Forze greche
Secondo Erodoto gli Spartani inviarono 45 000 uomini: 5 000 Spartiati, pienamente cittadini, 5 000 altri opliti, provenienti dalle file dei perieci, e 35 000 iloti (sette per ogni Spartiata). Questo, probabilmente, era l'esercito spartano più grande mai raccolto. Le truppe greche erano composte anche da contingenti di opliti delle altre polis alleate, come mostrato nella tabella sottostante. Diodoro Siculo sostiene che i soldati ellenici furono quasi centomila.
| Città               | Opliti              | Note                                                              | Fonti  |
| ------------------- | ------------------- | ----------------------------------------------------------------- | ------ |
| Sparta              | 10 000              | 5 000 dei quali Spartiati, assistiti da 35 000 iloti (7 ciascuno) | [ 41 ] |
| Atene               | 8 000               | comandati da Aristide                                             | [ 41 ] |
| Corinto             | 5 000               |                                                                   | [ 41 ] |
| Megara              | 3 000               |                                                                   | [ 41 ] |
| Sicione             | 3 000               |                                                                   | [ 41 ] |
| Tegea               | 1 500               |                                                                   | [ 41 ] |
| Fliunte             | 1 000               |                                                                   | [ 41 ] |
| Trezene             | 1 000               |                                                                   | [ 41 ] |
| Epidauro            | 800                 |                                                                   | [ 41 ] |
| Leucade e Anattorio | 800                 |                                                                   | [ 41 ] |
| Orcomeno            | 600                 |                                                                   | [ 41 ] |
| Platea              | 600                 |                                                                   | [ 41 ] |
| Eretria e Styra     | 600                 |                                                                   | [ 41 ] |
| Ambracia            | 500                 |                                                                   | [ 41 ] |
| Egina               | 500                 |                                                                   | [ 41 ] |
| Calcide             | 400                 |                                                                   | [ 41 ] |
| Micene e Tirinto    | 400                 |                                                                   | [ 41 ] |
| Ermione             | 300                 |                                                                   | [ 41 ] |
| Potidea             | 300                 |                                                                   | [ 41 ] |
| Cefalonia           | 200                 |                                                                   | [ 41 ] |
| Leprea              | 200                 |                                                                   | [ 41 ] |
| Totale parziale     | 38 700              |                                                                   | [ 52 ] |
| Città               | Armati alla leggera | Note                                                              | Fonti  |
| Sparta (iloti)      | 35 000              | sette per ogni spartiata                                          | [ 52 ] |
| Sparta (perieci)    | 5 000               | uno per ogni spartiata                                            | [ 52 ] |
| Tespie              | 1 800               |                                                                   | [ 53 ] |
| Altri greci         | 28 700              | uno per ogni oplita                                               | [ 52 ] |
| Totale parziale     | 70 500              |                                                                   |        |
| Città               | Altri corpi         | Note                                                              | Fonti  |
| Atene               | 800 arcieri         |                                                                   | [ 54 ] |
| Totale parziale     | 800                 |                                                                   |        |
| Totale complessivo  | 110 000             |                                                                   | [ 53 ] |

Secondo Erodoto erano presenti 69 500 soldati armati alla leggera (di cui 35 000 iloti e 34 500 uomini dal resto della Grecia), circa uno per ogni oplita. All'interno dei 34 500 erano presenti i soldati non spartani insieme a 800 arcieri ateniesi, menzionati da Erodoto più tardi nello svolgimento della battaglia. Lo stesso storico aggiunge anche 1 800 Tespiesi armati alla leggera, cosicché le truppe totali ammontarono a 110 000 uomini.

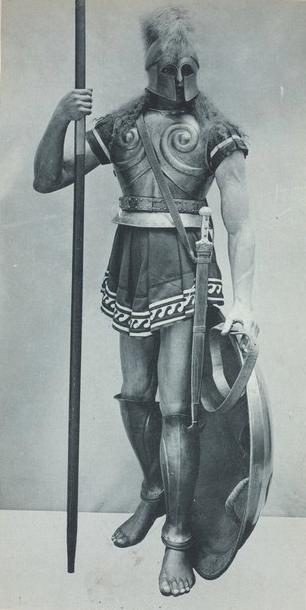
Raffigurazione di un oplita spartano

Il numero degli opliti è comunemente accettato e ritenuto verosimile: basti pensare che gli Ateniesi da soli, nella battaglia di Maratona, ne avevano messi in campo 10 000. Alcuni storici ritengono veritiero anche il numero delle truppe leggere e lo utilizzano come censimento della popolazione della Grecia in quel momento, sostenendo che Atene, per esempio, dispiegò una flotta di 180 triremi a Salamina governata da circa 36 000 rematori e combattenti (200 persone per nave). Tuttavia il numero di truppe leggere è spesso rifiutato in quanto esagerato, soprattutto per quanto riguarda il rapporto di sette iloti per singolo Spartiata. Lazenby, ad esempio, crede nel numero di opliti e nella relazione per cui ad ognuno di essi corrispondeva un soldato armato alla leggera, ma ritiene falso il numero di sette iloti per Spartiata. Si ipotizza che ogni Spartiata venne accompagnato da un ilota armato, e che i restanti sei fossero impiegati per altri fini, come il trasporto di cibo per l'esercito. Sia Lazenby e che Holland ritengono che le truppe leggere, qualunque fosse il loro numero, non ricoprirono un ruolo rilevante nello scontro.
Il fatto che, al momento della battaglia, gli Alleati avessero bisogno di truppe per la flotta, che ammontava ad almeno 110 triremi per un totale di 22 000 uomini, complica le cose. Dal momento che la battaglia di Micale fu combattuta quasi contemporaneamente alla battaglia di Platea, quindi, almeno 22 000 uomini non poterono combattere in quest'ultima, il che rende improbabile che a Platea fossero radunati 110 000 soldati, come sostiene Erodoto.
Le truppe greche erano, come concordato nel congresso degli Alleati, sotto il comando di Sparta, rappresentata da Pausania, in quel momento reggente del giovane figlio di Leonida, Plistarco, suo cugino. Diodoro afferma che il contingente ateniese fosse sotto il comando di Aristide; è quindi probabile che anche gli altri contingenti avessero i loro capi. Erodoto racconta più volte che i Greci tennero consiglio di guerra all'inizio della battaglia, il che dimostra che le decisioni venivano prese insieme e che Pausania non aveva diritto di comandare sugli altri generali. Questo fattore contribuì, durante la battaglia, ad una disgregazione dei vari contingenti: ad esempio, nel lasso di tempo immediatamente prima della battaglia, Pausania non riuscì ad ordinare gli Ateniesi di unirsi alle sue truppe, facendo in modo che i Greci combattessero separatamente.

### Forze persiane

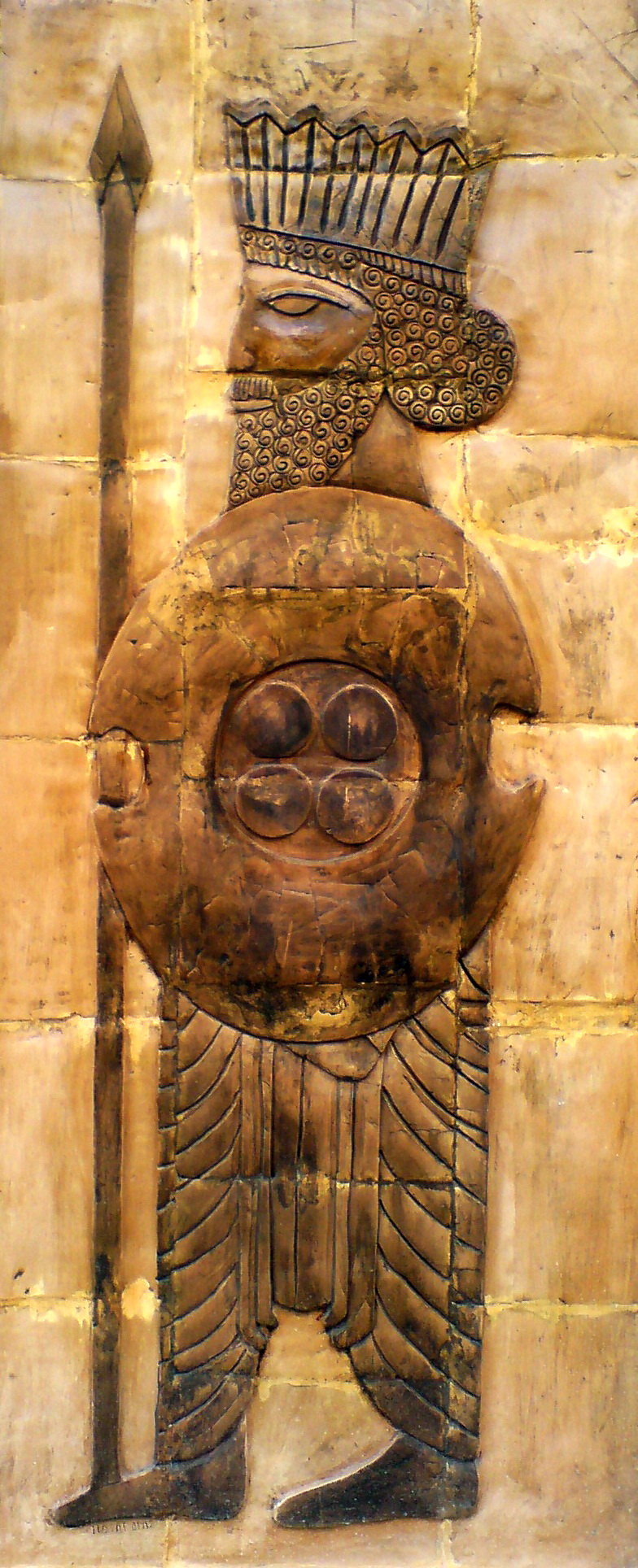
Guerriero achemenide scolpito nel muro degli appartamenti reali a Nishapur

Secondo Erodoto i Persiani erano circa 300 000, composti da truppe persiane, medie, battrie, indiane e sacie; questi erano accompagnati da truppe provenienti dalle città-stato e dalle regioni greche che si erano schierate dalla loro parte, tra le quali c'erano Tebe, la Locride, la Malia, la Tessaglia, la Focide (solo in parte) e la Macedonia. Erodoto ammette che nessuno si occupò di contare questi ultimi, ma egli li stima intorno alle 50 000 unità.
Ctesia, che scrisse una storia della Persia basata sugli archivi persiani, sostiene che ci fossero 120 000 Persiani e 7 000 Greci, ma il suo racconto è molto confuso: per esempio egli pone questa battaglia prima di quella di Salamina ed afferma che a Platea si trovassero solo 300 Spartani, 1 000 perieci e 6 000 dalle altre città, forse confondendo questa battaglia con quella delle Termopili.
Diodoro Siculo, nella sua Bibliotheca historica, sostiene che il numero delle truppe persiane fosse di circa 500 000 unità.
La cifra di 300 000 unità è stata messa in dubbio, insieme a molti dei numeri forniti da Erodoto, da molti storici; gli studiosi moderni stimano le truppe totali per la seconda guerra persiana intorno alle 250 000 unità. Secondo questo dato, i 300 000 Persiani presenti a Platea sarebbero evidentemente un errore. Per calcolare approssimativamente la dimensione dell'esercito persiano si è provato a tenere conto di quanti uomini potessero essere contenuti nel campo persiano, giungendo a cifre comprese tra i 70 000 e i 120 000 soldati. Lazenby, considerando i successivi accampamenti romani, calcola il numero delle truppe a 70 000 unità, tra cui 10 000 cavalieri. Connolly, sempre partendo dall'ampiezza del campo, dà un numero di 120 000 soldati: la maggior parte delle stime per le forze persiane rientrano generalmente in questa fascia. Delbrück, ad esempio, in base alla distanza che i Persiani hanno percorso in un giorno prima dell'attacco ad Atene, ha concluso che 75 000 uomini era il limite massimo per la dimensione dell'esercito persiano, compreso il personale di supporto e altri non armati.

## Considerazioni strategiche e tattiche
La precipitosa marcia verso Platea può ricordare la corsa degli opliti nella battaglia di Maratona; in entrambe, inoltre, c'era stata una situazione di stallo prolungata in cui nessuna delle due parti si arrischiava di attaccare l'altra. Le ragioni di questo stallo erano principalmente tattiche e simili a quelle di Maratona; gli opliti greci non volevano rischiare di essere sopraffatti dalla cavalleria persiana e la fanteria persiana armata alla leggera non poteva sperare in un assalto favorevole a posizioni ben difese.
Secondo Erodoto entrambi gli schieramenti speravano in una battaglia decisiva che avrebbe volto la situazione in loro favore. Tuttavia Lazenby sostiene che le azioni di Mardonio prima e durante la battaglia Platea non fossero caratteristiche di una strategia aggressiva: egli ritiene le mosse persiane durante le prime fasi dello scontro dei tentativi di sconfiggere gli Alleati non in battaglia, ma in ritirata (come poi avvenne). Mardonio forse aveva capito di non avere molto da guadagnare in battaglia, mentre avrebbe potuto aspettare che l'alleanza greca si distruggesse da sola; d'altronde aveva applicato questa strategia durante tutto l'inverno.
Riguardo al fatto che Mardonio fosse disposto ad accettare battaglia alle sue condizioni, come racconta Erodoto, ci sono alcuni dubbi. Indipendentemente dalle motivazioni precise, la situazione strategica iniziale permise ad entrambi gli schieramenti di temporeggiare, dal momento che sia Greci che Persiani erano abbondantemente forniti di cibo. In presenza di queste condizioni, le considerazioni tattiche controbilanciarono la necessità strategica di intraprendere l'azione militare.
Quando gli attacchi di Mardonio interruppero gli approvvigionamenti agli Alleati, questi ultimi riformularono la strategia. Però, piuttosto che decidersi ad attaccare, scelsero di ritirarsi e proteggere le vie di comunicazione con il resto della Grecia. Nonostante quest'azione dei Greci fosse a scopo difensivo fu quella che, con il caos provocato dalla ritirata, provocò la rottura della situazione di stallo. Mardonio interpretò il movimento dei nemici come una fuga, pensando di aver già vinto la battaglia, e cercò di inseguire i Greci: non aspettandosi un contrattacco di questi, non badò ad un piano tattico, in quanto volle solamente approfittare della situazione senza badare al terreno di battaglia. Al contrario i Greci avevano, senza volerlo, attirato Mardonio in un terreno più alto e, pur essendo in inferiorità numerica, avevano un certo vantaggio sui Persiani.

## Svolgimento della battaglia
Quando i Persiani scoprirono che i Greci avevano abbandonato le loro posizioni e credettero che fossero in ritirata, Mardonio decise di inseguire immediatamente i nemici con la sua fanteria elitaria. Mentre era intento a fare ciò il resto dell'esercito persiano, spontaneamente, iniziò a marciare avanti. Gli Spartani ed i Tegeati avevano ormai raggiunto il tempio di Demetra, mentre la retroguardia comandata da Amonfareto cominciò a ritirarsi dal crinale per unirsi alle altre truppe, spinta dalla cavalleria persiana. Pausania inviò un messaggero agli Ateniesi chiedendo loro di unirsi agli Spartani, sui quali incombeva la cavalleria persiana; gli Ateniesi, tuttavia, stavano combattendo contro la falange tebana e non erano in grado di prestare soccorso a Pausania. Gli Spartani ed i Tegeati erano quindi aggrediti dalla cavalleria persiana, mentre la fanteria nemica si apriva la strada, piantava a terra i suoi scudi e cominciava a saettare frecce contro i Greci, quando la cavalleria si ritirava.
Secondo Erodoto Pausania si rifiutò di avanzare perché non aveva ottenuto buoni auspici nei sacrifici di capre che aveva compiuto. A questo punto, dal momento che i soldati greci cominciavano a cadere sotto la raffica di frecce nemiche, i Tegeati si scagliarono contro le linee persiani. Con un ultimo sacrificio e una preghiera al cielo di fronte al tempio di Era Pausania ricevette presagi favorevoli e diede ordine agli Spartani di avanzare, dopo aver effettuato una carica contro le linee nemiche.
La fanteria persiana, numericamente superiore a quella greca, era inquadrata nella possente formazione a sparabara, schieramento comunque molto più leggero rispetto alla falange greca. I Persiani si difendevano con un grande scudo di vimini e combattevano con lance corte; al contrario gli opliti erano ricoperti da corazze in bronzo, con uno scudo di bronzo e una lunga lancia. Come avvenne a Maratona, la differenza tra gli armamenti fu un fattore fondamentale per l'esito della battaglia. Il combattimento fu feroce e si prolungò a lungo, ma gli Spartani ed i Tegeati continuarono tenacemente a respingere i Persiani. Questi cercarono di spezzare le lance dei Greci con le mani, ma gli Elleni, a quel punto, sguainarono le spade. Mardonio assistette alla battaglia in sella a un cavallo bianco, circondato da una guardia del corpo di 1 000 uomini: finché rimase in vita, i Persiani restarono sulle loro posizioni.
Tuttavia gli Spartani lo accerchiarono e un soldato di nome Arimnesto, vistolo in sella al suo cavallo, raccolse una gran pietra da terra e la scagliò verso di lui: Mardonio venne colpito alla testa e morì. Dopo la morte del loro generale, i Persiani si diedero alla fuga; la guardia del corpo di Mardonio resistette, ma venne annientata. Erodoto afferma che gli asiatici si diedero al panico perché si videro sprovvisti di un'armatura e vulnerabili. Rapidamente la rotta dei Persiani divenne generale e il caos riempì il loro campo. Tuttavia Artabazo, che in precedenza aveva diretto l'assedio di Olinto e di Potidea, essendo in disaccordo con Mardonio sulla necessità di attaccare i Greci, non aveva impiegato tutte le sue truppe nell'attacco; quando vide la situazione dei soldati Persiani, condusse tutti i suoi uomini (40 000 secondo Erodoto) lontano dal campo di battaglia, sulla strada della Tessaglia, sperando di riuscire a tornare all'Ellesponto.
Dall'altra parte del campo di battaglia gli Ateniesi, dopo una lunga lotta, avevano sconfitto i Tebani. Gli altri Greci appartenenti allo schieramento persiano, secondo Erodoto, combatterono fiaccamente per scelta. I Tebani si ritirarono in una direzione diversa da quella presa dai Persiani, permettendo loro di fuggire senza ulteriori perdite. Gli Alleati, rinforzati dai contingenti che non avevano preso parte all'inizio della battaglia, assalirono il campo persiano: inizialmente i difensori respinsero efficacemente i Greci, ma alla fine dovettero cedere. I Persiani, radunati all'interno del campo, furono quindi massacrati; solo 3 000 di questi vennero lasciati vivi.
Secondo Erodoto solo 43 000 Persiani sopravvissero alla battaglia, quindi, basandosi sul suo resoconto, ne morirono 257 000. Lo storico greco afferma che i Greci, invece, persero solo 159 uomini. Inoltre egli sostiene che morirono solo Spartani, Tegeati e Ateniesi, dal momento che furono gli unici a combattere. Plutarco, che ebbe modo di consultare altre fonti, stima 1 360 morti greci, mentre Diodoro Siculo (che a sua volta fa riferimento ad Eforo di Cuma) dichiara che le vittime alleate furono oltre 10 000.

### Imprese individuali
Erodoto racconta degli aneddoti sul comportamento di alcuni Greci durante la battaglia.
- Amonfareto, comandante di una divisione di Spartiati, si rifiutò di intraprendere la ritirata notturna verso Platea prima della battaglia, dal momento che sarebbe stato un atto vile per un Lacedemone.[91] Erodoto racconta di una lunga e tumultuosa discussione tra Pausania ed Amonfareto durata fino all'alba, quando il grosso dell'esercito iniziò a ritirarsi lasciandosi dietro le truppe di Amonfareto.[92] Non aspettandosi questo gesto il comandante condusse anche le sue truppe verso Platea.[93] Amonfareto, comunque, ottenne una grande fama a Platea, e da ciò si deduce che compì il suo gesto per proteggere la parte posteriore dello schieramento.[78]
- Aristodemo, unico sopravvissuto spartano delle Termopili grazie ad un'infezione agli occhi, che lo aveva costretto a tornare a casa, aveva preferito ritirarsi a Sparta piuttosto che combattere guidato da un ilota;[94] in patria, però, venne bollato come codardo e subì un anno di esilio prima della battaglia di Platea.[78] Desideroso di riscattare il suo onore, affrontò le linee persiane da solo, uccidendo i nemici selvaggiamente prima di essere ucciso.[95] Anche se gli Spartani lo riabilitarono, non gli conferirono alcun onore speciale dal momento che non aveva combattuto in maniera disciplinata come avrebbe fatto uno Spartiata.[78]
- Callicrate, considerato l'"uomo più bello, non solo tra gli Spartani, ma in tutto il campo greco", voleva distinguersi quel giorno come valente soldato, ma venne colpito prima che potesse farlo da una freccia vagante che gli trafisse il fianco, mentre si trovava in piedi nella formazione. Quando la battaglia iniziò insistette per compiere la carica insieme al resto dei soldati, ma crollò dopo pochi passi. Le sue ultime parole, secondo Erodoto, furono: "Mi rammarico non perché devo morire per il mio paese, ma perché non ho alzato il mio braccio contro il nemico".[96]
- Sofane, ateniese del demo di Decelea, portava, secondo alcuni, un'ancora di ferro attaccata alla corazza, che piantava per terra per rimanere ben saldo quando affrontava in duello i nemici.[97] Un'altra versione, parimenti riportata da Erodoto, sostiene che l'ancora fosse solamente disegnata sullo scudo.[97]

Plutarco, inoltre, riporta un ulteriore aneddoto su un tale di nome Euchida, un emerodromo plateese, che percorse in un solo giorno più di 1000 stadi per portare il fuoco sacro di Delfi ai Greci e compiuta la sua missione, morì poco dopo, stramazzato al suolo. L'episodio, molto simile a quello di Fidippide a Maratona, non viene ricordato da Erodoto.

## Conseguenze
Secondo Erodoto la battaglia di Micale avvenne simultaneamente a quella di Platea. La flotta greca comandata dal re spartano Leotichida si era diretta a Samo per sfidare i resti di quella persiana. I Persiani, le cui navi erano in cattivo stato, decisero di non rischiare di combattere e di tirare in secca le imbarcazioni sulla spiaggia ai piedi del promontorio di Micale in Ionia: lì era presente un esercito di 60 000 uomini stanziato da Serse ed i marinai si unirono ad esso, costruendo una palizzata intorno al campo per proteggere le navi. Tuttavia Leotichida decise di attaccare il campo con i marinai della flotta alleata. Vedendo la scarsa entità delle truppe nemiche i Persiani uscirono dal campo, ma gli opliti greci uccisero molti di quelli. Le navi furono lasciate in mano ai Greci, che le bruciarono, bloccando il potere marittimo dell'impero persiano e segnando l'inizio dell'ascesa della flotta greca.
Con le vittorie di Platea e Micale terminò la seconda guerra persiana. Inoltre diminuì il pericolo di una nuova invasione, anche se i Greci pensavano che Serse avrebbe ritentato, successivamente, di conquistare la Grecia, benché il suo interesse per quella terra fosse diminuito.
I resti dell'esercito persiano, sotto il comando di Artabazo, cercarono di ritirarsi in Asia Minore. Passarono per la Tessaglia, la Macedonia e la Tracia percorrendo la strada più breve, quindi giunsero a Bisanzio dopo aver perso molti uomini per gli attacchi dei Traci, per la stanchezza e per la fame. Dopo la vittoria di Micale, la flotta alleata salpò per l'Ellesponto per distruggere i ponti di barche, ma, quando vi giunse, vide che ciò era già stato fatto. I Peloponnesiaci tornarono quindi in patria, mentre gli Ateniesi rimasero per attaccare il Chersoneso, ancora in possesso dei Persiani. I Persiani presenti nella regione ed i loro alleati si ritirarono a Sesto, la città più importante della zona, a cui gli Ateniesi posero l'assedio; dopo molto tempo la città cadde segnando l'inizio di una nuova fase delle guerre persiane, la controffensiva greca. Erodoto termina il suo racconto con l'assedio di Sesto. Nei successivi trent'anni i Greci, soprattutto gli Ateniesi e la lega delio-attica, espulsero i Persiani dalla Macedonia, dalla Tracia, dalle isole dell'Egeo e dall'Ionia. La pace con la Persia, detta pace di Callia, venne siglata nel 449 a.C. e pose fine a mezzo secolo di guerre.

## Importanza
Platea e Micale ebbero grande importanza nell'antichità e passarono alla storia come le battaglie conclusive della seconda guerra persiana, ponendo i Greci in una posizione di forza rispetto ai Persiani. Impedirono alla Persia di conquistare l'Europa, anche se dovettero perdere un gran numero di uomini. La battaglia di Maratona mostrò che i Persiani non erano invincibili e la battaglia di Salamina salvò la Grecia dalla disfatta, ma fu solamente con Platea e Micale che si sventò definitivamente la minaccia persiana. Tuttavia nessuna di queste due battaglie è nota come quella delle Termopili, di Salamina e di Maratona: non è chiaro il perché di questo, ma la discriminazione potrebbe derivare dalle diverse circostanze in cui la battaglia venne combattuta. La fama delle Termopili certamente sta nell'eroismo dei Greci di fronte a dei numeri schiaccianti e le terribili situazioni strategiche di Maratona e Salamina, in cui non ci si aspettava di poter vincere, potrebbero essere alla base dell'importanza di queste due battaglie. Al contrario le battaglie di Platea e Micale furono entrambe combattute in condizioni favorevoli ai Greci, con molte probabilità di vittoria: gli Elleni, infatti, ricercarono apposta queste condizioni.
Da punto di vista militare Platea e Micale sottolinearono ancora una volta la superiorità del sistema oplitico rispetto alla fanteria leggera persiana, come era stato dimostrato anni prima anche a Maratona. L'impero persiano imparò la lezione e, dopo le guerre persiane, cominciò ad arruolare mercenari greci nel suo esercito. Fu una spedizione composta da questi mercenari, la cosiddetta impresa dei Diecimila narrata da Senofonte, a dimostrare ancora una volta quanto l'esercito persiano fosse vulnerabile anche all'interno del suo stesso territorio; su questa dimostrazione si basò Alessandro Magno per conquistare la Persia molto tempo dopo.

## Monumenti

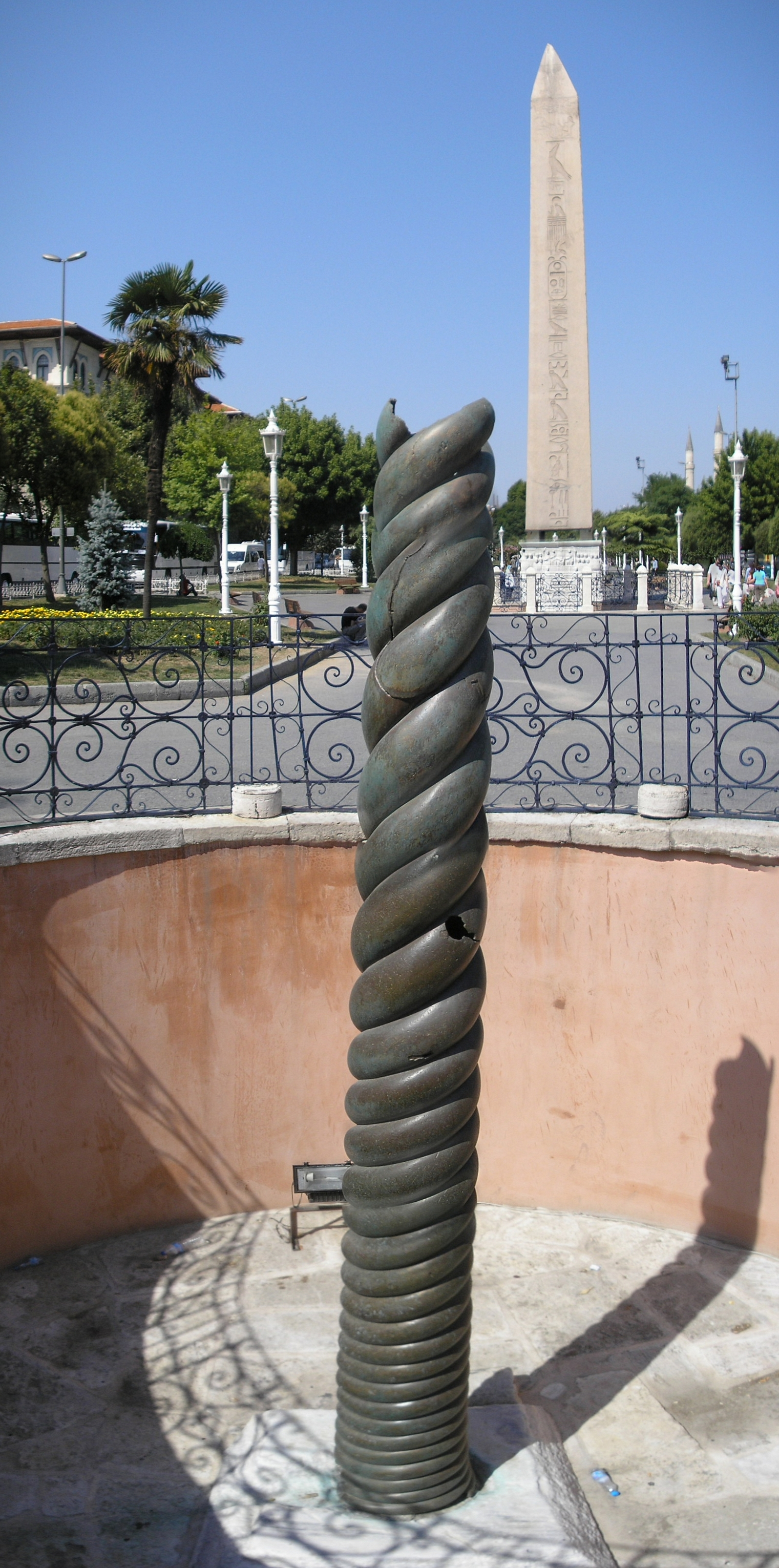
La colonna serpentina all'Ippodromo di Costantinopoli nel 2007

Con le armi persiane catturate nel campo nemico fuse venne eretta a Delfi una colonna di bronzo a forma di serpenti intrecciati (la cosiddetta colonna serpentina). Essa commemorava tutte le città-stato greche che avevano partecipato alla battaglia, le quali erano elencate sulla colonna: dallo studio di queste iscrizioni è stato verificato il resoconto di Erodoto. I resti della colonna sono ancora visibili nell'Ippodromo di Costantinopoli, dove fu trasferita da Costantino alla fondazione della città.